# Delia Blanco

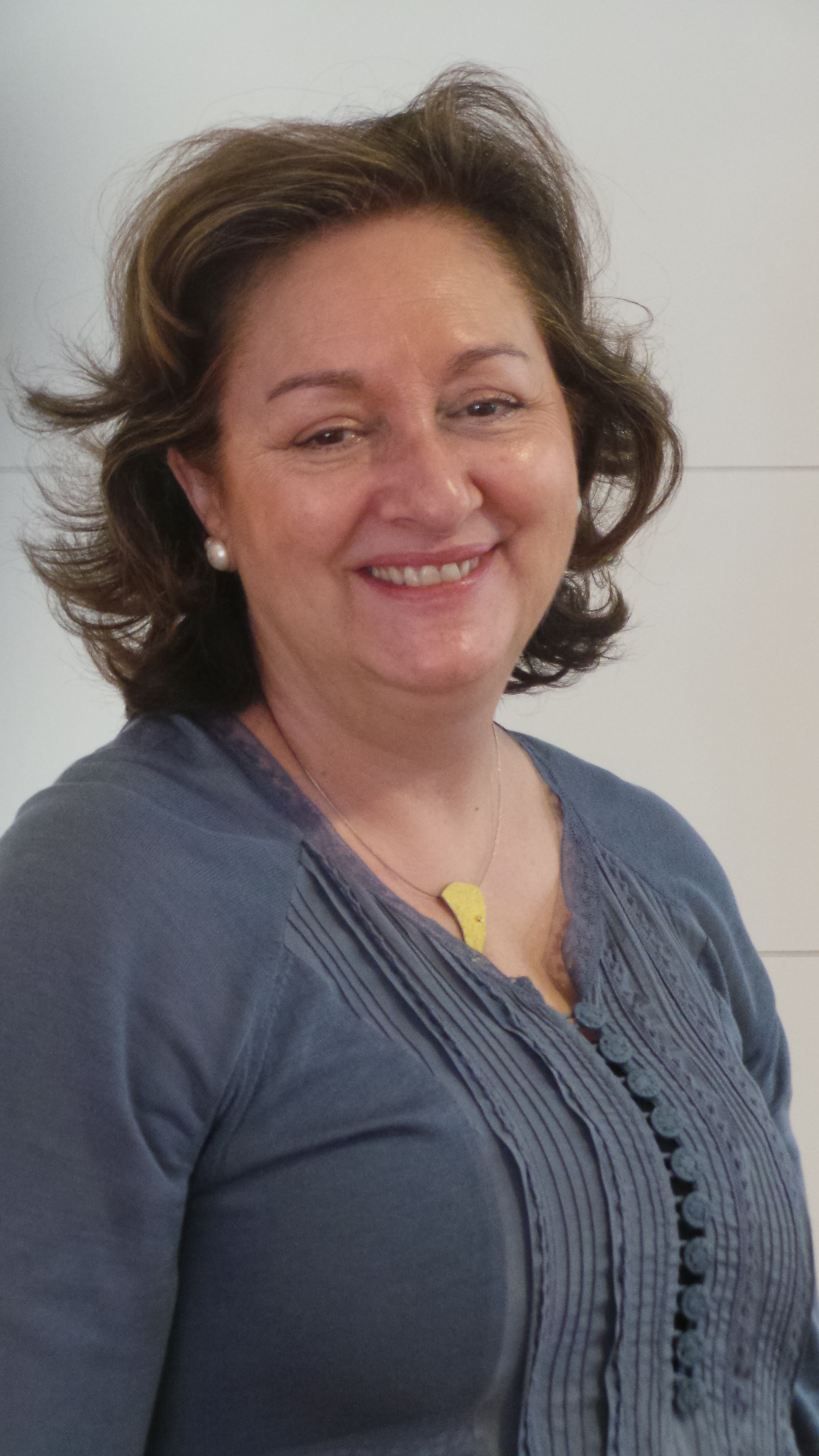

Rosa Delia Blanco Terán (Valladolid, 17 de febrero de 1952) es una política española. Doctorada en Ciencias Políticas y Sociología por la Universidad Complutense de Madrid, es diputada del PSOE en el Congreso de Diputados por la provincia de Madrid desde la VII Legislatura en marzo de 2000. Su actividad política ha estado vinculada a cooperación al desarrollo, Derechos Humanos, derecho de asilo y políticas de inmigración. En la década de 2000 presidió la organización no gubernamental Comisión Española de Ayuda al Refugiado (CEAR). También presidió el Partido Socialista de Madrid-PSOE entre 2007 y 2012. 

## Biografía
Se licenció en Ciencias Políticas y Sociología en la Universidad Complutense de Madrid (1969-1974) se especializó en Relaciones Internacionales e Iberoamérica. De 1973 a 1975 realizó el CAP y en 1978-1979 estudios de doctorado.  Fue profesora colaboradora de Historia del Pensamiento Político, Económico y Social de la Facultad de Ciencias de la Información de la Universidad Complutense de Madrid (1974-1975). De 1980 a 1982 fue profesora de Historia y Literatura Contemporánea del Ealing College of Higher Education de Londres. 
Funcionaria de la Administración General del Estado. Grupo A.  
Ministerio de Defensa ( Centro de Altos Estudios de la Defensa).  
Su carrera profesional y política ha estado vinculada a la cooperación al desarrollo y a las relaciones internacionales. De 1978 a 1981 trabajó en el Servicio de Estudios del Instituto de Reforma de Estructuras Comerciales del Ministerio de Economía y Hacienda.  De 1983 a 1988 fue asesora en el Gabinete técnico de la Presidencia de la Agencia Española de Cooperación Internacional, de 1988 a 1991 fue Jefa del Gabinete de Relaciones Internacionales del Instituto de la Mujer,  Directora de Relaciones Internacionales y Cooperación al Desarrollo de Cruz Roja Española (1991-1992), Directora de la Oficina de Coordinación de Personas Acogidas de la ex-Yugoslavia (1992-94), Vocal Asesora del Gabinete de la Secretaría de Estado de Justicia (1996-98), Vocal Asesora del Consejo Nacional de Objeción de Conciencia (1996-1998), Subdirectora General de Estudios y Relaciones Institucionales-Consejería Técnica del Ministerio del Interior (1998-2000). De 2000 a 2003 fue profesora del Curso de Doctorado de Derechos Humanos de la Universidad Carlos III de Madrid.

## Trayectoria política
Desde marzo del año 2000 es diputada por Madrid en el Congreso participando en la VII, VIII, IX y X legislaturas. Destaca su trabajo en Cooperación Internacional. Ha presidido la Comisión de Cooperación Internacional para el Desarrollo del Congreso de Diputados de 2004 a 2011. En la X legislatura es Vicepresidenta Segunda.
Desde 2008 es Parlamentaria del Consejo de Europa, miembro del Grupo Socialista.
De 2000 a 2005 presidió la Comisión Española de Ayuda al Refugiado (CEAR) organización a cuya asamblea pertenece.  Ha estado ligada como patrona a la Fundación Pluralismo y Convivencia (Ministerio de Justicia) hasta diciembre de 2011 y a la Fundación "Andreu Nin", de la Memoria Histórica.
De 2007 a 2011 ha sido Presidenta del Presidenta del Partido Socialista de Madrid y actualmente es miembro de la Comisión Ejecutiva.
En 2015 es responsable de políticas de asilo del PSOE.

## Condecoraciones
- Gan Cruz del Mérito Civil (16 de diciembre de 2011)
- Cruz Distinguida de la 2ª Clase de la Orden de San Raimundo de Peñafort (Concedida por el ministro de Justicia del Interior, 16 de abril de 1966)
- Encomienda de Número de la Orden de Isabel la Católica (concedida por su Majestad el Rey D. Juan Carlos I, el 4 de 2007).

| Predecesor: Pedro Sabando | Presidenta del PSM-PSOE 2007-2012 | Sucesor: Juan Barranco |